# Architis helveola
Architis helveola är en spindelart som först beskrevs av Simon 1898.  Architis helveola ingår i släktet Architis och familjen vårdnätsspindlar. Inga underarter finns listade i Catalogue of Life.